# Compressão gravitacional

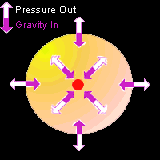
No núcleo de uma estrela como o Sol, a pressão gravitacional é balanceada pela pressão termal de dentro para fora das fusões nucleares, temporariamente interrompendo a compressão gravitacional.

A compressão gravitacional é um fenômeno no qual a gravidade, atuando sobre a massa de um objeto, comprime-o, reduzindo seu tamanho e aumentando a sua densidade. No centro do planeta ou estrela, a compressão gravitacional produz calor pelo Mecanismo de Kelvin-Helmholtz. Este mecanismo explica como Júpiter continua a irradiar o calor produzido por sua compressão gravitacional.
A mais comum referência à compressão gravitacional diz respeito à evolução estelar, na qual o Sol e outras estrelas da sequência principal são produzidos pelo colapso gravitacional inicial da nuvem molecular. Assumindo que a massa do material é suficientemente grande, a compressão gravitacional reduz o tamanho do núcleo, aumentando a temperatura até que a fusão do hidrogênio comece. Esta reação de fusão do hidrogênio a hélio libera a energia que balanceia a pressão gravitacional em direção ao núcleo, com o que a estrela torna-se estável por milhões de anos. A partir daí não ocorre mais compressão gravitacional até que o hidrogênio seja quase exaurido, reduzindo a pressão termal da reação de fusão.  Ao término do ciclo de vida do Sol, a compressão gravitacional irá transformá-lo numa anã branca.
Na outra extremidade da escala estão as estrelas supermassivas, que queimam seu combustível rapidamente, terminando suas vidas como supernovas, depois do que a compressão gravitacional produz uma estrela de nêutrons ou um buraco negro a partir dos seus remanescentes.
Para planetas e satélites, o equilíbrio hidrostático é alcançado quando a compressão física devida à gravidade é balanceada pelo gradiente de pressão em sentido oposto, devido à resistência do material, no ponto em que a compressão gravitacional cessa.